# Crenicichla
Crenicichla är ett släkte av fiskar. Crenicichla ingår i familjen Cichlidae.

## Dottertaxa tillCrenicichla, i alfabetisk ordning[1]
- Crenicichla acutirostris
- Crenicichla adspersa
- Crenicichla albopunctata
- Crenicichla alta
- Crenicichla anthurus
- Crenicichla brasiliensis
- Crenicichla britskii
- Crenicichla cametana
- Crenicichla celidochilus
- Crenicichla cincta
- Crenicichla compressiceps
- Crenicichla coppenamensis
- Crenicichla cyanonotus
- Crenicichla cyclostoma
- Crenicichla empheres
- Crenicichla frenata
- Crenicichla gaucho
- Crenicichla geayi
- Crenicichla hadrostigma
- Crenicichla haroldoi
- Crenicichla heckeli
- Crenicichla hemera
- Crenicichla hu
- Crenicichla hummelincki
- Crenicichla igara
- Crenicichla iguapina
- Crenicichla iguassuensis
- Crenicichla inpa
- Crenicichla isbrueckeri
- Crenicichla jaguarensis
- Crenicichla jegui
- Crenicichla johanna
- Crenicichla jupiaensis
- Crenicichla jurubi
- Crenicichla labrina
- Crenicichla lacustris
- Crenicichla lenticulata
- Crenicichla lepidota
- Crenicichla lucenai
- Crenicichla lucius
- Crenicichla lugubris
- Crenicichla macrophthalma
- Crenicichla maculata
- Crenicichla mandelburgeri
- Crenicichla marmorata
- Crenicichla menezesi
- Crenicichla minuano
- Crenicichla missioneira
- Crenicichla mucuryna
- Crenicichla multispinosa
- Crenicichla nickeriensis
- Crenicichla niederleinii
- Crenicichla notophthalmus
- Crenicichla pellegrini
- Crenicichla percna
- Crenicichla phaiospilus
- Crenicichla prenda
- Crenicichla proteus
- Crenicichla punctata
- Crenicichla pydanielae
- Crenicichla regani
- Crenicichla reticulata
- Crenicichla rosemariae
- Crenicichla santosi
- Crenicichla saxatilis
- Crenicichla scottii
- Crenicichla sedentaria
- Crenicichla semicincta
- Crenicichla semifasciata
- Crenicichla sipaliwini
- Crenicichla stocki
- Crenicichla strigata
- Crenicichla sveni
- Crenicichla tendybaguassu
- Crenicichla ternetzi
- Crenicichla tesay
- Crenicichla tigrina
- Crenicichla tingui
- Crenicichla urosema
- Crenicichla vaillanti
- Crenicichla wallacii
- Crenicichla virgatula
- Crenicichla vittata
- Crenicichla yaha
- Crenicichla ypo
- Crenicichla zebrina